# Condado de Dolores
El condado de Dolores (en inglés: Dolores County), fundado en 1881, es uno de los 64 condados del estado estadounidense de Colorado. En el año 2000 tenía una población de 1844 habitantes con una densidad poblacional de una persona por km². La sede del condado es Dove Creek.

## Geografía
Según la Oficina del Censo, el condado tiene un área total de 2766 km² (1068,0 mi²), de la cual 2763 km² (1066,8 mi²) es tierra y 3 km² (1,2 mi²) (0,11%) es agua.

### Condados adyacentes
- Condado de San Miguel - norte
- Condado de San Juan - este
- Condado de Montezuma - sur
- Condado de San Juan - oeste

## Demografía
En el 2000 la renta per cápita promedia del condado era de $32 196, y el ingreso promedio para una familia era de $38 000. En 2000 los hombres tenían un ingreso per cápita de $30 972 versus $20 385 para las mujeres. El ingreso per cápita para el condado era de $17 106. Alrededor del 13,10% de la población estaba bajo el umbral de pobreza nacional.

## Ciudades y pueblos
- Cahone (no incorporado)
- Dove Creek (incorporado)
- Rico (incorporado)